# Modèle d'impureté d'Anderson
Le modèle d'impureté d'Anderson est un modèle étudié en théorie de la matière condensée. Le modèle a été introduit en 1961 par Phillip W. Anderson afin d'expliquer l'apparition de moments magnétiques locaux dans des métaux à basse température (voir effet Kondo). Il est également largement utilisé afin de résoudre des problèmes de physique à N corps, par exemple en théorie du champ moyen dynamique, afin de décrire des systèmes fortement corrélés tels que des matériaux à fermions lourds ou encore pour des isolants de Kondo. Le modèle se veut une description d'une impureté magnétique (un atome avec une orbitale d ou f partiellement  remplie) interagissant avec un bain d'électrons de conduction (métal). Pour une impureté unique dans un cristal métallique, le hamiltonien, en seconde quantification, s'écrit:
{\displaystyle H=\sum _{\sigma }\epsilon _{\sigma }f_{\sigma }^{\dagger }f_{\sigma }+Uf_{\uparrow }^{\dagger }f_{\uparrow }f_{\downarrow }^{\dagger }f_{\downarrow }+\sum _{{\boldsymbol {k}}\sigma }\epsilon _{\boldsymbol {k}}c_{{\boldsymbol {k}}\sigma }^{\dagger }c_{{\boldsymbol {k}}\sigma }+\sum _{{\boldsymbol {k}}\sigma }\left[V_{{\boldsymbol {k}}\sigma }f_{\sigma }^{\dagger }c_{{\boldsymbol {k}}\sigma }+V_{{\boldsymbol {k}}\sigma }^{*}c_{{\boldsymbol {k}}\sigma }^{\dagger }f_{\sigma }\right]}
où {\displaystyle f_{\sigma }^{\dagger }} et {\displaystyle f_{\sigma }} sont respectivement les opérateurs de création et d'annihilation de l'impureté magnétique de spin {\displaystyle \sigma } et d'énergie {\displaystyle \epsilon _{\sigma }}, {\displaystyle c_{{\boldsymbol {k}}\sigma }^{\dagger }}et {\displaystyle c_{{\boldsymbol {k}}\sigma }} sont les opérateurs de création et d'annihilation des électrons de conduction qui ont un vecteur d'onde {\displaystyle {\boldsymbol {k}}}, un spin {\displaystyle \sigma } et une énergie {\displaystyle \epsilon _{\boldsymbol {k}}}, {\displaystyle V_{{\boldsymbol {k}}\sigma }} est le potentiel d'hybridation entre les orbitales d'impuretés et les électrons de conduction et {\displaystyle U} est le potentiel d'interaction coulombien entre les électrons d'impuretés sur une même orbitale.

## Limites du modèle
Afin de comprendre le modèle, il est utile d'étudier ses différentes limites.

### Limite atomique
Dans la limite atomique, on ne considère que la partie incluant l'impureté:
{\displaystyle H_{at}=\sum _{\sigma }\epsilon _{\sigma }f_{\sigma }^{\dagger }f_{\sigma }+Uf_{\uparrow }^{\dagger }f_{\uparrow }f_{\downarrow }^{\dagger }f_{\downarrow }}
Comme il n'y a qu'une seule impureté (une seule orbitale), l'espace d'Hilbert correspondant à cet hamiltonien est de dimension 4. Les 4 états propres du système sont donc: le vide {\displaystyle \left|0\right\rangle }, l'occupation simple {\displaystyle \left|\sigma \right\rangle =f_{\sigma }^{\dagger }\left|0\right\rangle } ({\displaystyle \sigma \in \left\{\uparrow ,\downarrow \right\}}) et l'occupation double de l'orbitale {\displaystyle \left|\uparrow \downarrow \right\rangle =\prod _{\sigma }f_{\sigma }^{\dagger }\left|0\right\rangle }. Le spectre d'énergie pour la limite atomique est le suivant: 0 pour le vide, {\displaystyle \epsilon _{\sigma }} pour une occupation simple {\displaystyle \left|\sigma \right\rangle } et {\displaystyle \sum _{\sigma }\epsilon _{\sigma }+U} pour l'occupation double. Si on considère que l'état occupé est dégénéré en spin ({\displaystyle \epsilon _{\uparrow }=\epsilon _{\downarrow }\equiv E_{f}}) alors {\displaystyle H_{at}\left|\uparrow \downarrow \right\rangle =(2E_{f}+U)\left|\uparrow \downarrow \right\rangle }. En général, on considère que {\displaystyle U>0} pour avoir une répulsion coulombienne des électrons sur un même site d'impureté et {\displaystyle \epsilon _{\sigma }<0} pour avoir des états liés. Si on calcule la variation d'énergie lorsqu'on enlève ou on ajoute un électron sur un site d'impureté en partant d'une occupation simple, on a: 
{\displaystyle {\begin{array}{lcr}\Delta E_{\text{enlève}}=\left\langle 0\right|H_{at}\left|0\right\rangle -\left\langle \sigma \right|H_{at}\left|\sigma \right\rangle =0-E_{f}=-E_{f}\\\Delta E_{\text{ajoute}}=\left\langle \uparrow \downarrow \right|H_{at}\left|\uparrow \downarrow \right\rangle -\left\langle \sigma \right|H_{at}\left|\sigma \right\rangle =2E_{f}+U-E_{f}=E_{f}+U\end{array}}}
Ainsi, en général, la variation d'énergie lorsqu'on ajoute ou on enlève un électron peut s'écrire {\displaystyle \Delta E={\frac {U}{2}}\pm \left(E_{f}+{\frac {U}{2}}\right)} où le {\displaystyle +} est associé à l'ajout d'un électron et le {\displaystyle -} est associé au retrait d'un électron. On peut voir que si {\displaystyle {\frac {U}{2}}>\left|E_{f}+{\frac {U}{2}}\right|}, alors {\displaystyle \Delta E>0} et il devient coûteux en énergie d'enlever ou d'extraire un électron d'un site simplement occupé. On peut donc conclure que l'état {\displaystyle \left|\sigma \right\rangle } est l'état fondamental du système atomique. On peut donc en conclure que pour une répulsion coulombienne suffisamment grande sur les sites d'impuretés, on peut voir l'émergence d'un moment magnétique local si l'orbitale atomique considérée est suffisamment localisée (orbitale d ou f).